# Jacques Géron
Jacques Géron (ur. 8 stycznia 1950 w Verviers, zm. 28 października 1993) – belgijski rysownik komiksowy.
Rozpoczął karierę autora komiksowego w 1970 roku, kiedy jako jeden z 1500 kandydatów komiksem Sargan et Merva wygrał IV nagrodę na konkursie wydawniczym w Lombardii.
Był artystą bardzo wszechstronnym i niezwykle produktywnym, o dużym zakresie tematów. Spod jego ręki wyszły obrazki do książek dla dzieci, ilustracje do podręczników, komiksy i ilustracje polityczne, science-fiction, erotyczne, historie bazujące na kanwie literatury oraz horrory.
Używał wielu pseudonimów, np. Marlon, Barney (w pracach dla prasy holenderskiej), Elvis Gray (w Le Fouet! Madame! z 1978 r.), Jack Henri Hopper (Miami Beach z 1987 r., Hôtel Con-D’or I/II, Madame I/III, Les Nuits Chaudes de Rangoon dla Bede Adult’  oraz Section spéciales I/II) i Salomon Grundig (La Tsarine Noire na kanwie opowiadania Leopolda von Sacher-Masocha o tym samym tytule, Malena I/II i Viol d’un Couple I/III z r. 1990). Pod tymi pseudonimami publikował głównie komiksy dla dorosłych o tematyce erotycznej.
Géron współpracował pod własnym nazwiskiem przez lata z wieloma „scriptwriterami” – ilustrując np. takie historie dla młodzieży jak Le Fantome (z Michelem Deligne), Les Conquistadores de la Liberté, 1591… La nuit Rogge de Nice i Révolte en Médditeranée (z G. Nelodem). W latach 80. pracował z A.P. Duchâteau i z Brice/M. Leblanc przy bardzo popularnej, wieloodcinkowej serii Arsen Lupin, ale pisał też samodzielnie teksty (np. Visa pour la Revolution). Artysta współpracował z czasopismami Spirou, Pilote i Bédéadult oraz współstworzył z Michelem Brice serię Brigade Mondaine. Géron narysował też serię przygodową Yalek (z tekstami André-Paula Duchâteau) dla renomowanego wydawnictwa Hachette (www) oraz komiksy przygodowe Debbie. J.O.K Departement Secret i Le Fantôme de Geronimos (oba z Michelem Deligne).